# 오산교통
오산교통(烏山交通)은 경기도 오산시를 연고지로 하는 시내버스, 마을버스 운수 회사이다.

## 역사
구 오산여객의 시내버스 면허를 양수하여 1997년 창운여객운수(昌運旅客運輸)라는 상호로 설립되었으며, 2007년 시원교통에 인수되어 시원운수로 사명이 바뀌었다가 2008년 현재의 상호로 변경하였다. 2008년에 화성시내 노선을 화성운수로 분사해 운영하게 하였다.
박근혜 정부에서 김기춘 대통령 비서실장의 지시를 받은 수원지방검찰청이 회사 사장에게 "안민석에게 돈을 줬다"는 진술을 요구했으나 이륽 거부한 사실이 2020년 10월 9일 KBS 시사직격에서 알려졌다. 그 당시 검찰의 요구에 응한 서울예술종합학교 이사장이 횡령액을 줄여 특가법을 적용받지 않고 뇌물공여는 면제되어 징역형의 집행유예를 선고받은 것과 달리 "회사가 아니라 집안이 망할 수 있다"는 협박에 굴복하지 않은 오산교통 사장은 노조위원장과 함께 징역형 선고와 함께 법정구속되었으며 노조위원장은 출소 이후 자살했다. (수원지방법원2014고합730)
오산시는 보조금 반환 청구소송을 제기하여 2015년 2월 9일 "오산교통은 오산시에 1,752,929,000원을 지급하라"는 판결을 받았으나(수원지방법원2015구합64566) 오산교통이 제기한 항소가 열린 서울고등법원은 2017년 5월 18일에 "비용을 부풀리긴 했지만 어차피 적자노선이고 적자노선은 법률에서 보조금 지급을 정하고 있다"면서 1심 판결을 취소했다.(서울고등법원2016누70651)
그러나 오산시에서 상고하였으며, 2019년 1월 17일 대법원은 "오산교통이 버스운행 수입금 중 현금을 누락하여 적자금액을 실제보다 늘리는 방법으로 부당하게 과다한 금액으로 이 사건의 보조금인 운영개선지원금을 수령한 사안에서, 오산시청은 운영개선지원금을 지급할지 여부 및 얼마를 지급할지에 대한 상당한 재량이 인정되므로, 위와 같이 부당하게 받은 운영개선지원금 일체는 특별한 사정이 없는 한 거짓이나 부정한 방법으로 수령한 금원이므로, 이 사건 보조금 전액 환수를 명한 이 사건 처분은 적법하다"고 판단하여 원심을 파기하고 사건을 서울고등법원으로 환송하였다. (대법원2017두47137)
이 사건은 서울고등법원 파기환송심에서 항고기각되었다. (서울고등법원 2019누32803)

## 현황
2021년 1월 기준이다.
| 운행업체 | 보유 노선수 | 보유 노선수 | 보유 노선수 | 보유 노선수 | 보유 노선수 | 등록 대수 | 등록 대수 | 등록 대수 | 등록 대수 | 등록 대수 |
| -------- | ----------- | ----------- | ----------- | ----------- | ----------- | --------- | --------- | --------- | --------- | --------- |
| 운행업체 | 노선 합계   | 광역급행    | 직행좌석    | 일반좌석    | 시내일반    | 대수 합계 | 광역급행  | 직행좌석  | 일반좌석  | 시내일반  |
| 오산교통 | 27          | -           | -           | -           | 27          | 113       | -         | -         | -         | 113       |

## 운행 노선

### 마을버스
| 노선 번호 | 운행구간       | 운행구간 | 운행구간 | 경유지                                                              | 배차 간격 (분) | 비고                                |
| --------- | -------------- | -------- | -------- | ------------------------------------------------------------------- | -------------- | ----------------------------------- |
| 9-1       | 한신더후아파트 | ↔        | 오산역   | 금강펜테리움, LH26단지, 산척리, 오산장례식장, 오산종합운동장        | 60             | 산척마을버스에서 받은 노선          |
| 10        | 피오레아파트   | ↔        | 오산역   | 우림아파트, 대림이편한세상, 오산터미널, 롯데마트                    | 35             |                                     |
| 90        | GS자이         | ↔        | 만의사   | 원동대림A, 오산역, 오산시청, 운암단지, LH26단지, 동탄역, 모아미래도 | 95~165         | 산척마을버스에서 받은 노선 (구 9번) |
| 500       | 오산역         | ↔        | 가장동   | 남촌오거리, 가수동, 서1동→가장동산업단지                            | 60             |                                     |

### 도시형버스
- ● 7번: 원4동마을입구-부산동시티자이A-운암단지 - 오산역 - 중원사거리 - 대우아파트 - 오산대역 - 세교신도시(2.4.5.6.7.8단지) - 세마역 - 양산도서관 - 효성.대림.한일타운A - 병점홈플러스 - 병점역사거리 - 진안주공11.12단지
- ● 7-5번: 늘푸른오스카빌 - 가수동.탑동 - 오산역광장 - 대원동행정복지센터 - 두곡동
- ● 8번: 오산교통갈곶영업소 - 청호휴먼시아 - GS자이아파트(후문,정문) - 한전사거리 - 대림아파트 - 오산역 - 운암단지 - 예술회관.운동장 - 매홀중학교 - 세교신도시(2,8~13단지) - 세마역 - 양산동대림A - 병점홈플러스 - 병점역사거리 - 진안동 - 기산동 대우A - 망포고등학교 - 망포역 - 영통주공 9단지-서천마을3단지 (2011년 5월 신설)(저상버스 운행)
- ● 9번: 지곶동대림A-세마역-세마중고교-죽미마을-세교중심상가-오산대역-화성오산교육청-메타폴리스-신일유토빌-한미약품-동탄역
- ● 21번: 탑동차고지-원동초교-대림A- 오산역 - 발안삼거리.바다마트.화성중,고 (사창리, 용소리, 양감면 경유)
- ● 22번: 탑동차고지-원동초교-대림A- 오산역 - 발안삼거리.바다마트.화성중,고 (송산리, 사창리, 양감면 경유)
- ● 30번: 오산역 - 오산시청 - 부산동시티자이A - 대원아파트 - 당말 - 한양수자인
- ● 31번:   부산동 - 운암단지 - 오산역 - 남촌오거리 - 가장산업단지 - 내리 - 용수리 - 지곶동 - 세마역
- ● 32번: 외삼미동 - 포스코더샵 - 화성오산교육지원청 - 수청동 - 오산시 보건소 - 오산시청 - 운암단지 - 국민은행 - 중원사거리
- ● 46번: 탑동차고지- 대림A - 오산역 - 궐동 - 오산대역 - 물향기수목원 - 세마역 - 병점역 - 용주사 - 수원대학교 - 와우리 - 오목천동 - 고색동 - 수원역 - 이춘택병원 - 팔달문 (2020년 9월 9일 용남고속에서 양도, 노선 변경)[4]<전기저상 버스운행, 경기도 단일시군 공공관리제 공공관리제노선>
- ● 71번: 힐스테이트앞. 소리울도서관 - 오산역 - 오산시 보건소 - 금곡리 - 신미주아파트 - 청계리 - 성원아파트 - 중리.만의사.마을회관
- ● 111번: 탑동차고지-원동초교-대림A-국민은행.오산역 - 롯데마트 - 남촌오거리 - 한라.이림A - 수직리 - 부처내삼거리 - 동오사거리 - 향남지구 - 발안삼거리.바다마트.화성중,고 (구 100번)
- ● 201번: 원영화남아파트 - 오산역 - 운암단지 - 세미초교 - 서동탄역신일해피트리 - 병점역사거리 - 세류역 - 매교역 - 수원시청 - 청소년문화센터 - 법원사거리 - 국토지리정보원 - 광교에일린의뜰 - 광교중앙역 - 광교테크노밸리 (2018년 4월 23일 개통)
- ● 202번: 탑동차고지 - 누읍지구 - 남촌오거리 - 오산대학교 - 오산등기소 - 신궐동 - 금암마을 - 죽미마을입구 - 세마역 - 병점역사거리 - 세류역 - 동수원가구상가 - 청소년문화센터 - 아주대학교 - 광교호반베르디움
- ● 760번: 오산역환승센터2층 - 운암5단지 - 오산시청옆 - 부산동 - 자이.금호 - 동탄8고.서연중 - 레이크반도9차(회차하며 롯데 호반 아이파크 풍경채A 정차)
- ● C1번: 오산교통갈곶영업소 - 오산청호아파트 - 고현초교 - 한전사거리 - 대원동행정복지센터 - 오산역 - 오색시장 - 대우3차아파트 - 오산대역 - 세미초교 - 화성오산교육지원청 - 세마역 - 세마동행정복지센터 - 교육청사거리
- ● C2번: 오산대역후문 - 오산대역후문 - 매홀중학교 - 스마트시티센터앞 - 세미초등학교 - 세교자이후문 - 드라마세트장 - 신삼성자동차운전학원 - 화성오산교육청 - 포스코더샵 - 동양선교교회 - 성운시스템 - 세마골프클럽 - 외삼미동입구 - 세마역 - 세마중.고교 - 죽미마을입구 → 세교중심상가앞 → 금암마을3.4.5단지 → 세교데시앙포레 → 세교13단지 → 필봉초교.신장동행정복지센터 → 죽미마을10단지 → 죽미마을8단지 → 죽미마을입구 → 이후 역순
- ● C3번: 원4동마을입구 - 오산시청 - 세명프라자.하나은행 - 성모병원 - 남촌 - 남촌오거리 - 오산대학교 - 꿈빛나래청소년문화의집 - 궐리사.대우아파트 - 대우아파트 - 오산대역.물향기수목원 - 수청초등학교앞 - 금암주택단지입구 - 금암마을7단지 - 금암마을3.4.5단지 - 세교중심상가앞 - 죽미마을입구 - 세마중·고교 - 세마역 - 세마동행정복지센터 - 1단지.세마동 - 농협 - 세마산업단지 - 독산성 - 지곶동대림아파트 (2021년 7월 1일 신설)
- ● C4번: 오산역환승센터2층 → 오산터미널 → 대림아파트 → 제일교회앞 → 맑음터공원 → 벌음동 → 신동아아파트입구 → 탑동입구.이림아파트 → 한라.이림아파트 → 늘푸른오스카빌정문 → 세교2지구12단지 → 남촌오거리 → 남촌.오산농협 → 농협중앙회 → 롯데마트 → 오산시청옆 → 운암주공5단지.운암중학교 → 신양아파트사거리 → 오산농협역전지점 → 오산역환승센터2층 (2021년 7월 1일 신설)

## 이전 운행 노선

### 국토교통부의 광역급행버스
- ● M5532번: 갈곶동.동부아파트 - 원동초등학교 - 오산역.오산터미널 - U-City 센터앞 - 세교13단지 - 죽미마을입구 - 봉담동탄고속도로 - 경부고속도로 - 남부터미널- 예술의전당 - 방배동래미안아트힐.국립국악원 - 방배동래미안타워.동덕여자중고등학교 - 대항병원.연세사랑병원 - 사당역 (2017년 3월 20일 신설, 2018년 4월 1일부터 용남고속에 양도)

#### 도시형버스(운휴)
- ● 8-3번: 갈곶동 - 오산역 - 재래시장 - 제2동탄산업단지 - 신리분교 - 신리
- ● 720번: 성호중.고등학교 - 오산역 - 재래시장 - 은계주공 - 내삼미동 (옛 7-2번)
- ● 760번: 오산역 - 재래시장 - 운암단지 - 부산동 - 장지리 - 장지리농협
- ● 70번: 원영화남아파트 - 오산역 - 오산시 보건소 - 금곡리 - 신미주아파트 - 청계리 - 중리.만의사.마을회관
- ● 200-1번: 탑동차고지 - 갈곶동 - 오산역 - 오산대역 - 세교신도시 - 병점역사거리 - 세류역 - 망포역.영통역 - 경희대학교(휴지).
- ● 200번: GS자이아파트 - 성호중고등학교 - 대원아파트 - 오산시청옆 - 운암주공5단지 - 오산역 - 중앙시장 - 궐동 - 대우A - 오산대역 - 죽미마을 - 잔다리마을 - 세마역 - 병점역사거리 (2016년 3월 21일부터 222번 노선통합)
- ● 707번: 갈곶동 - 오산역 - 운암지구 - 동탄신도시 - 반월동 - 서천지구 - 경희대학교

#### 도시형버스(폐선)
- ● 2번: 오산역 - 양감 - 발안
- ● 3번: 오산역 - 정남 (현재 화성운수 333번)
- ● 6-1번: 오산 탑동 - 궐동 - 병점 - 수원터미널
- ● 구 7-1번: 은계주공아파트 ↔ 오산역
- ● 7-1번: 운암단지 - 오산역 - 중원사거리 - 궐동 - 신장동주민센터 - 오산대역 - 세교신도시(8~12단지) - 세마역 - 송화초교.홈플러스 - 진안동중심상가 (2012년 5월 21일 7번에서 분리개통, 2013년 2월 25일 7번으로 통합)
- ● 7-2번: 내삼미동 ↔ 오산역
- ● 7-3번:탑동~늘 푸른(13년11월18일,
- 합 7-4번: 신동아아파트 ↔ 오산역
- ● 7-6번: 청호휴먼시아A - 엘리시아A(청호제3공원) - 오산자이A,엘리시아A - 현대아이파크A - 대원동주민센터 - 대림A - 오산역광장 - 운암단지 - 오산시청 - 운천초중고 (2014년 1월 12일 8번에 통합)
- ● 7-7번 (10번 마을버스로 형간 전환)
- ● 구 8번: 갈곶동 - 오산역 - 세마역 - 서랑저수지 - 정남 - 발안 (현재 화성운수 80번)
- ● 8-1번: 오산역 - 운암단지 - 문화예술회관.종합운동장 - 수청동 - 우미아파트 - 세교신도시(2~7단지) - 세마역 - 송화초교.홈플러스 - 병점사거리 - 신한에스빌아파트 (2012년 5월 21일 8번에서 분리개통, 2013년 2월 25일 8번으로 통합)
- ● 8-3번: 갈곶동 ↔ 오산역 ↔ 신리
- ● 11번: 오산 - 발안 - 남양 (현재 111번과 화성운수 11-1번)
- ● 50번 (화성운수에 양도)
- ● 61번: 오산대역 - 오산역 - 갈곶동
- ● 73번 (화성운수에 양도)
- ● 99번: 부자부동산 - 궐리사 - 오산대학 - 오산역 - 오산터미널 - 롯데마트 (2009년 우남여객에 노선 양도)
- ● 111-2번: 국민은행.오산역 - 롯데마트 - 남촌오거리 - 한라.이림A - 수직리 - 부처내삼거리 - 요리 - 길성리 - 백토리 - 발안삼거리.바다마트.화성중,고
- ● 201번: 갈곶동 ↔ 경희대학교 (세교신도시 미경유)
- 202-1번:
- ● 202-2번: 오산교통차고지 - 신동아아파트 - 한라·이림아파트 - 가수동주공아파트 - 남촌오거리 - 오산대학교 - 궐리사·오산대학후문 - 금암마을 - 죽미공원 - 세마중·고교 - 세마역 - 외삼미동 - 병점입구 - 동부출장소 - 곡반정동입구 - 권선동 - 세류역 - 세류사거리 - 삼익아파트 - 수원시청역 - 삼성아파트 - 청소년문화센터 → 우만아파트 → 아주대학교 → 아주대병원 → 수원지방법원.검찰청 → 법원사거리 → 우리은행 → 청소년문화센터 → 이후 역순 (2016년 3월 21일부터 200번으로 통합운영)
- ● 230번: 신동아아파트 ↔ 오산역
- ● 501번: 세마역 ↔ 세교지구 ↔ 운암단지 ↔ 오산역
- ● 701번 (화성운수에 양도)
- ● 702번: 병점역 - 우남아파트 - 다은마을 - 동탄2동주민센터 - 반송초 (구 707-1번)
- ● 703번: 신동아아파트 ↔ 오산역 ↔ 두곡동
- ● 704번: 운암단지 ↔ 오산역
- ● 707번 (화성운수에 양도)
- ● 708번 (구 707-2번) (화성운수에 양도)
- ● 710번: GS아파트 ↔ 오산역
- ● 740번: 힐스테이트 ↔ 오산역 ↔ 운암단지
- 1000번: 발안 - 오산역 - 운암단지 - 기흥 나들목 - 마성 나들목 - 에버랜드 (직행좌석, 창운여객 시절 2002~2003년경 운행)

### 따복버스
- ● 90-1번: 오산대역 - 제2가장산단
- ● 90-2번: 세마역 - 죽미마을입구 - 오산대역 - 종합운동장 - 오산역.오산터미널 - 원4동마을입구

#### 마을버스
- ● 9번: 만의사 - 오산역 (종합운동장 경유) (2018년 1월 29일 90번으로 번호 변경 및 노선 변경)
- ● 10-1번: 오산시외버스터미널 - 오산재래시장 - 미시장 - 종합운동장 - 보건소 - 은계주공 (운행 휴지, 8번 및 720번으로 대체)
- ● 55번: 세마역 - 늘푸른오스카빌 - 한신대 - 병점 (2012년경 운행, 동성교통(한신운수)이 단독 운행 중)
- ● 77번: LG아파트 - 태영아파트 - 오산터미널 - 롯데마트 - 오산역 (2015년 초 휴지)

## 보유 차량

#### 현대자동차
- 현대 뉴 카운티
- 현대 카운티 뉴 브리즈
- 현대 그린시티
- 현대 뉴 슈퍼 에어로시티
- 현대 저상 뉴 슈퍼 에어로시티
- 현대 일렉시티/일렉시티 타운